# 미결수용자에 대한 종교행사 참석불허 사건
미결수용자에 대한 종교행사 참석불허 사건은 대한민국의 헌법재판소 판례이다.

## 사실관계
청구인이 구치소에 있던 당시 구치소장은 미결수용자로서 범죄의 증거인멸을 방지하고 종교행사 장소가 매우 협소하다는 등의 이유로 수형자 및 노역장유치자에 대하여만 종교행사에의 참석을 허용하고 미결수용자에 대하여는 일괄적으로 종교행사참석을 금하였다. 이에 청구인은 이 금지행위가 종교의 자유, 양심의 자유, 인간의 존엄과 가치, 인간다운 생활을 할 권리 등을 침해하였다고 주장하면서 헌법소원심판을 청구하였다.

## 결론
위헌이다.

## 이유

### 적법 여부
청구인이 더 이상 미결수용자가 아니여서 주관적 권리보호이익은 더 이상 존재하지 않으나 기본권 침해행위가 상당기간 반복적으로 행하여질 것이 예상되고 이에 대한 헌법적 해명이 이루어진 바도 없어 그 헌법적 해명이 중대한 의미가 있으므로 심판의 이익을 인정할 수 있다.

### 미결수용자의 법적 지위와 그 기본권 제한
무죄추정의 원칙이 적용되는 미결수용자들에 대한 기본권 제한은 징역형 등의 선고를 받아 그 형이 확정된 수형자의 경우와는 달리 더 완화되어야 한다.
피청구인의 행위는 종교의 자유, 특히 종교적 집회, 결사의 자유와 밀접한 관련이 있다. 종교적 행위의 자유와 종교적 집회, 결사의 자유는 신앙의 자유와는 달리 절대적 자유가 아니므로 헌법 제37조 제2항에 의거하여 질서유지, 공공복리 등을 위해서 제한할 수 있는데, 그러한 제한은 비례의 원칙이나 종교의 자유의 본질적 내용을 침해해서는 안 된다. 이 사건의 경우 침해의 최소성 요건을 충족하지 못하였다.

## 참고 문헌
- 2011.12.29. 2009헌마527 [위헌확인]
- 정회철, 200개 헌법재판소 중요판례, 여산 2012.

## 같이 보기
- 종교의 자유
- 신앙의 자유
- 대한민국 헌법 제20조